# 10,000 Maniacs
10,000 Maniacs (nazwa od tytułu horroru "2,000 Maniacs") – amerykańska grupa grająca rock alternatywny, założona w 1981 w Jamestown (Nowy Jork) przez Dennisa Drewa (klawiszowiec), Steve'a Gustafsona (basista), Cheta Cardinale'a (perkusista), Roberta Bucka (gitarzysta) i Terry'ego Newhouse'a (wokalista). Wkrótce John Lombardo dołączył jako gitarzysta i Natalie Merchant jako wokalistka. 
Początkowo zespół nagrywał dla wytwórni niezależnych. Przełom nadszedł, gdy grupa podpisała kontakt z Elektrą i w 1985 roku wydał longplay The Wishing Chair. Kolejny album In My Tribe (1987) przebojem wdarł się na listy przebojów, gdzie pozostawał przez 77 tygodni. Następne studyjne longplaye formacji to: Blind Man's Zoo (1989) – złota płyta; Our Time in Eden (1992); Love Among the Ruins (1997) i The Earth Pressed Flat (1999). Zarówno Merchant jak i Lombardo rozpoczęli kariery solowe. Najbardziej znane przeboje 10,000 Maniacs to: "Trouble Me", "Hey Jack Kerouac" i wykonanie "Because the Night" autorstwa Bruce'a Springsteena i Patti Smith.

## Dyskografia
- Human Conflict Number Five (1981)
- Secrets of the I Ching (1983)
- The Wishing Chair (1985)
- In My Tribe (1987)
- Blind Man's Zoo (1989)
- Hope Chest: The Fredonia Recordings 1982-1983 (1990)
- Our Time in Eden (1992)
- MTV Unplugged (1993)
- Love Among the Ruins (1997)
- The Earth Pressed Flat (1999)
- Campfire Songs: The Popular, Obscure and Unknown Recordings (2004)
- Live Twenty-Five (2006)